# Astragalus jarmalii
Astragalus jarmalii är en ärtväxtart som beskrevs av Dieter Podlech. Astragalus jarmalii ingår i släktet vedlar, och familjen ärtväxter. Inga underarter finns listade i Catalogue of Life.